# 江見俊太郎
江見 俊太郎（えみ しゅんたろう、1923年9月16日 - 2003年11月17日）は、日本の俳優。本名は黒川 輝郎（くろかわ てるお）。旧芸名は江見 渉。
東京府豊多摩郡中野町（現・東京都中野区中野）出身。早稲田大学専門部政治経済科卒業。妻は女優の松風はる美で、1976年から共同で「劇団ノア」を運営していた。

## 来歴・人物
学徒出陣により海軍航空隊少尉で神風特攻隊出身。1945年復員後、東宝に入社し『民衆の敵』でデビュー。後に新東宝に移り、主に準主役で、色悪を主とした悪役としても活躍。また1947年に初舞台『出家とその弟子』で唯円役を演じるなど、早くから演劇活動を行い、多くの名作舞台に出演している。
1964年に上演された『龍馬翔く』には後藤象二郎役で出演していたが、主演の南原宏治が公演中に負傷して降板を余儀なくされ、二幕目からは急遽、江見が南原の代役に立って務め上げた。
1959年に渉から改名。
1960年の新東宝倒産後は、テレビに進出し、時代劇に多く出演。とりわけ『水戸黄門』では現代劇とは打って変わり、声が上ずって甲高いしゃべり方をするなどのコミカルな悪奉行や悪代官役を演じていた（『水戸黄門外伝 かげろう忍法帖』を含むゲスト出演回数は同番組第9位の38回）。同様のしゃべり方は、『暴れん坊将軍』や『大岡越前』などにゲスト出演した際にも見られた。また刑事ドラマや、特撮作品への出演もある。
また協同組合の日本俳優連合副理事長・芸団協常任理事・芸術文化振興連絡会議議長・東京芸能人国民健康保険組合理事長として俳優の権利向上・生活向上のための諸活動にも取り組んだ。
私生活では三男がいる、49年に結婚した恵美子とは1975年に死別している。
2003年11月17日23時22分、肺がんのため東京都三鷹市の病院で死去。80歳没。

## 出演作品

### 映画
- 民衆の敵（1945年、東宝）
- 人生とんぼ返り（1946年、東宝）
- 東宝千一夜（1947年、新東宝）
- 大学の門（1948年、新東宝）
- 人間模様（1949年、新東宝）
- 暁の追跡（1950年、新東宝）
- エノケンの怪盗伝 石川五右衛門（1951年、新東宝）
- ひよどり草紙（1952年、宝プロ / 東映）
- 天狗の源内（1953年、宝塚映画 / 東宝）
- たそがれ酒場（1955年、新東宝）
- 世紀の勝敗（1956年、新東宝）
- 明治天皇と日露大戦争（1957年、新東宝） - 山岡熊治
- 憲兵とバラバラ死美人（1957年、新東宝）
- スター毒殺事件（1958年、新東宝）
- 汚れた肉体聖女（1958年、新東宝）
- 東海道四谷怪談（1959年、新東宝） - 直助
- 殺人魔の接吻（1959年、新東宝）
- 女巌窟王（1960年、新東宝）
- 東京の夜は泣いている（1961年、新東宝）
- この道赤信号（1964年、大映）
- いも侍・蟹右衛門（1964年、松竹）
- バラケツ勝負（1965年、東映）
- 命しらずのあいつ（1967年、日活）
- 人魚伝説（1984年、ATG）
- ノストラダムス戦慄の啓示（1994年、東映）- 医師
- 借王シャッキング4（1998年、日活） - 朝内製薬 社長

など

### Vシネマ
- 青い豹2 88は殺しのナンバー（1994年）- 元総理・大和田
- ROSE 殺戮の女豹（1996年、アースゲート）
- 籠女 KAGOME（2000年、徳間ジャパンコミュニケーションズ）
- 修羅のみち2 関西頂上決戦（2001年、東映ビデオ）- 日下透（太平洋建設社長）

### テレビドラマ
- 眠狂四郎無頼控（1957年、NTV） - 眠狂四郎
- 新吾十番勝負 （1958年 - 1960年、NTV）
- 眠狂四郎（1961年、NTV） - 眠狂四郎
- 隠密剣士（TBS）
  - 第二部 忍法甲賀衆 第12話「忍法燕隠れ」（1963年） - 黒田左衛門
  - 第七部 忍法根来衆 第7話「忍者死神の挑戦」、第8話「忍法生仏」（1964年） - 死神
  - 第十部 変幻忍法帖 第9話「黒墨流鬼面道人」、第10話「幻流瞳太郎坊」（1965年） - 鬼面道人
- 大河ドラマ（NHK）
  - 花の生涯（1963年） - 関鉄之介
  - 太閤記（1965年） - 山淵右近
  - 翔ぶが如く（1990年） - 島津斉興
- 忍者部隊月光 第15話、第16話「かげろう作戦 - 前、後篇 - 」  （1964年、CX / NAC） - 草場丈二
- 三匹の侍（CX）
  - 第1シリーズ 第20話「真贋破邪」（1964年）
  - 第3シリーズ 第16話「寒鼓」（1966年）
  - 第4シリーズ
    - 第2話「血闘」（1966年） - 東馬
    - 第17話「悪童ども」（1967年） - 桧喜平太

  - 第5シリーズ 第2話「痩せ犬」（1967年） - 乾紋蔵
  - 第6シリーズ（1969年）
    - 第14話「俺は抜かない」 - 陣場一郎太
    - 第24話「白刃有情」 - 大垣新九郎
- 黄色い風土（1965年 - 1966年、NET / 東映）
- 特別機動捜査隊（NET / 東映）
  - 第186話「不法所持」（1965年）
  - 第270話「太陽が昇る時」（1967年） - 吉村
  - 第297話「第七天国」（1967年） - 田所
  - 第334話「煙が目にしみる」（1968年）
  - 第344話「光る愛の海」（1968年） - 横山
  - 第410話「蒼い母の復讐」（1969年） - 佐々木
  - 第436話「蟻の町」（1970年）
  - 第542話「男子禁制」（1972年） - 尾崎
  - 第595話「人間標的」（1973年） - 島崎
  - 第632話「赤い魔女」（1973年） - 中田
  - 第727話「自由への暴走」（1975年） - 森田
  - 第781話「純愛の女」（1976年） - 吉岡
  - 第797話「わが青春の輝ける日」（1977年） - 山根順一
- アタック拳 第1話「ツタンカーメン襲撃作戦」（1966年、NET / 東映）- 仮面男爵
- 新吾十番勝負 第25話「火薬に火をつけろ」（1967年、TBS / 松竹テレビ室）- 手代木蘭山
- 白い巨塔（1967年、NET / 東映）
- 銭形平次（CX / 東映）
  - 第69話「多喜之助は何処に」（1967年） - 門田三右ヱ門
  - 第127話「おかめの涙」（1968年） - 杉田屋
  - 第184話「武家の世の中」（1969年） - 小林浅之助
  - 第224話「万七子守唄」（1970年） - 小日向軍十郎
  - 第286話「お母(か)んかんにん」（1971年） - 駒井左京
  - 第353話「狙われた町奉行」（1973年） - 鳥居内膳正
  - 第406話「岡っ引志願の娘」（1974年） - 若槻源蔵
  - 第564話「狙われた獄門首」（1977年） - 弥五郎
  - 第593話「侍の傘」（1977年） - 塚崎大膳
  - 第695話「必死の逃亡」（1979年） - 松亀楼主人
  - 第761話「花の若衆仁義」（1981年） - 北岡玄蕃
  - 第821話「迎え火を焚く女」（1982年） - 鹿島屋
  - 第833話「対決! 護寺院ヶ原」（1982年） - 榊原主膳
  - 第875話「大泥棒になる万七」（1983年）
- 七つの顔の男 第7話「生きていたビーナス」（1967年、NET / 東映）
- ザ・ガードマン（TBS / 大映テレビ室）
  - 第172話「怪談・殺人鬼ホテル」（1968年）
  - 第287話「チエミのモーレツ女課長を殺せ!」（1970年）
- 風 第24話「野望の絵図」（1968年、TBS / 松竹）
- 妖術武芸帳 第6話「怪異人枯し」（1969年、TBS / 東映） - 水干道士
- 素浪人 花山大吉（NET / 東映）
  - 第23話「子ゆえに母は強かった」（1969年） - 久野和太郎
  - 第34話「海にもぐれぬ海女もいた」（1969年） - ドクロの仙造
  - 第48話「佛を背負ってモメていた」（1969年） - 榎木武太夫
  - 第58話「先生様が一番ヘマだった」（1970年） - 彌九郎
  - 第74話「祝言挙げたら嫁逃げた」（1970年） - 瀬川
- 無用ノ介 第11話「月にうそぶく無用ノ介」（1969年、NTV / 国際放映） - 前川主膳
- プレイガールシリーズ （12ch / 東映）
  - プレイガール
    - 第12話「女の裸は高くつく」（1969年）
    - 第234話「ばら山荘恐怖の連続殺人」（1973年） - 八木竜造
    - 第249話「女の体は非常ベル」（1974年） - 金村
    - 第266話「ああ!わたし貴方に負けそう」（1974年） - 堀江

  - プレイガールQ 第8話「現代オカルト美女仕掛人」(1974年） - 大道賢次教授
- 用心棒シリーズ 俺は用心棒 第14話「青葉の中の娘」（1969年、NET / 東映） - 倉内七郎左衛門
- フラワーアクション009ノ1 第11話「黄金の指が逃げちゃった」（1969年、CX / 東映） - 野坂一郎
- 遠山の金さん捕物帳（NET / 東映）
  - 第17時話「目にやきついた男」（1970年） -大滝将監
  - 第24話「刀に魅入られた女」（1970年） - 赤間源之助
  - 第32話「お蚕ぐるみの女」（1971年） - 滝野孫太夫
  - 第34話「寝返った女」（1971年） - 陣場
  - 第49話「刺青を売る女」（1971年） - 榊原備前守
  - 第103話「噂を売る男」（1972年） - 山内刑部
  - 第131話「江戸の花を咲かせた女」（1973年）
- 千葉周作 剣道まっしぐら 第37話「墓場なき幽霊」（1971年、TBS）- 小松左門
- さむらい飛脚 第1話「鬼の走る道」（1971年、NET / 東映）
- 軍兵衛目安箱 第1話「江戸一番の朝」（1971年、NET / 東映） - 天野陣右ヱ門
- 人形佐七捕物帳 第25話「怪奇・鬼娘」（1971年、NET / 東宝） - 日照
- 鬼平犯科帳 第2シリーズ 第4話・第5話「狐火（前・後編）」（1971年、NET / 東宝） - 河内伝内
- ターゲットメン 第13話「脱獄凹凸作戦」（1972年、NET / 東映）
- 荒野の素浪人 第1シリーズ 第3話「必殺 帰らざる街道」（1972年、NET / 三船プロ） - 熊木丹後守
- 緊急指令10-4・10-10 第4話「人食いカビ」（1972年、NET / 円谷プロ） - 木崎
- 大江戸捜査網（12ch→TX / 日活→三船プロ）
  - 第11話「殴り込み風来坊」（1970年） - 米津丹波
  - 第23話「大金庫をぶち破れ」（1971年） - 東条正之進
  - 第62話「恋と喧嘩の七変化」（1972年） - 宮原大膳
  - 第74話「虹をつかむ男」（1972年） - 中尾主膳
  - 第88話「小指に賭けためおと傘」（1972年） - 羽衣の長兵衛
  - 第109話「深川慕情」（1973年） - 松平主膳正
  - 第115話「隠密同心射たれる!」（1973年） - 堀田大膳
  - 第137話「恐怖の脱出作戦」（1974年） - 軍太夫
  - 第156話「謎の男を追え!」（1974年） - 池田主膳正成
  - 第172話「盗まれた花嫁」（1975年） - 泉田六兵衛
  - 第233話「恋に舞う非情の掟」（1976年） - 野坂将監
  - 第245話「牢破り無情」（1976年） - 伊豆屋
  - 第262話「隠密同心お吉 銃弾に泣く」（1976年） - 梶川十兵衛
  - 第279話「必殺剣! 辻斬りの恐怖」（1977年） - 野々宮主膳
  - 第289話「偽情報の罠」（1977年） - 大黒屋辰五郎
  - 第297話「危うし! 隠密同心」（1977年） - 堀田将監
  - 第342話「怪しき風来坊 謎の変身」（1978年） - 岩永典膳
  - 第372話「除夜の鐘は皆殺しの調べ」（1978年） - 木曽屋喜助
  - 第383話「女風呂殺人事件」（1979年） - 坂田屋(喜助)
  - 第399話「鉄火芸者 涙の情け肌」（1979年） - 曲垣備後
  - 第423話「黒い傷痕に泣く女」（1979年） - 辰巳屋
  - 第437話「おっかさんの唄が聞こえる」（1980年） - 松原典膳
  - 第447話「幻の恋に泣く女」（1980年） - 前田庄之助
  - 第483話「遊女が見た幸せの夢」（1981年） - 松橋外記
  - 第513話「新隠密登場 謎の慶長小判」（1981年） - 宮内白翁
  - 第533話「娘十手もち爆破魔を追う」（1982年） - 三浦宗易（河野左馬佑）
  - 第542話「待ったなし! 二万両の王手」（1982年） - 山城屋四郎兵衛
  - 第636話「宿命の絆 父と娘の別れ唄」（1984年） - 相良主膳
  - 平成版 第1シリーズ 第739話「新宿 地獄宿を潰せ」（1991年） - 白野甚内
- 清水次郎長 第44話「あねさん頑張れ!」（1972年、CX / 東映 / タケワキプロ）　- 代官
- 変身忍者 嵐 第26話「死ぬか嵐! 恐怖のスフィンクス!!」（1972年、MBS / 東映） - 怪僧（スフィンクス）
- 太陽にほえろ! 第21話「バスに乗ってたグーな人」（1972年、NTV / 東宝） - 神谷社長
- レインボーマン 第17話「妖術・人間化石!!」（1973年、NET / 東宝） - ヘロデニア三世
- ロボット刑事 第7話「頭上の恐怖!!」（1973年、CX / 東映） - 林太平
- 子連れ狼（NTV / ユニオン映画）
  - 第1部 第4話「一石橋」（1973年） - 石根兵庫
  - 第2部 第15話「温石くずし」（1974年） - 川又左仲
  - 第3部 第2話「お乳母日傘」（1976年） - 成富兵庫
- 素浪人天下太平（1973年、NET / 東映）
  - 第9話「山の彼方の悪を断つ」 - 佐野伊左ヱ門
  - 第18話「本物 偽物 三度笠」 - 服部修理
- 非情のライセンス（NET→ANB / 東映）
  - 第1シリーズ
    - 第18話「兇悪の里」（1973年） - 黒沢
    - 第51話「兇悪の逃亡者」（1974年） - 田川

  - 第3シリーズ 第13話「兇悪の唇・危険を運ぶ女」（1980年） - 島中（島中組組長）
- 旗本退屈男（NET / 東映） 
  - 第13話「殺しのからくり」（1973年）
  - 第18話「宝の山に迷った奴」（1974年）
- 伝七捕物帳 （NTV / ユニオン映画）
  - 第11話「紅葉に消えた子守唄」（1973年） - 筧弾正
  - 第51話「兄いずこ涙の辻占」（1974年） - 土堂軍兵衛
  - 第107話「裏通りの鼠たち」（1976年） - 聖天の熊三
  - 第122話「男一匹 かわら版」（1976年） - 村上帯刀
  - 第148話「実る情の職人気質」（1977年） - 美濃屋宗兵衛
- 水滸伝 第25話「山東に立つ最後の猛将」（1974年、NTV / 国際放映） - 冒漸
- 仮面ライダーX 第13話「ゴッドラダムスの大予言!」（1974年、MBS / 東映） - 予言者ゴッドラダムス（ユリシーズ）
- おしどり右京捕物車 第19話「眩」（1974年、ABC / 松竹） - 白金屋
- 右門捕物帖 第24話「盗まれた花嫁」（1974年、NET / 東映）
- おんな浮世絵 紅之介参る! 第2話「二人の紅之介」（1974年、NTV / ユニオン映画）
- 影同心（MBS / 東映）
  - 影同心 第6話「郭に咲く花 殺し節」（1975年） - えびす屋半兵衛
  - 影同心II 第16話「尼寺女の溜め息」（1976年） - 島田主膳
- ザ★ゴリラ7 第20話「波止場に立つ女」（1975年、NET / 東映） - 黒原雄一
- 大非常線 第3話「ダイヤモンドに愛を」（1976年、NET / 東映） - 大竹
- 十手無用 九丁堀事件帖 第22話「江戸の町から魚が消えた!」（1976年、NTV / 東映） - 平松伝左ヱ門
- 痛快!河内山宗俊 第25話「桜吹雪 江戸の夕映え」（1976年、CX / 勝プロ） - 山鹿の忠兵衛
- 夫婦旅日記 さらば浪人 第12話「女武芸者の恋」（1976年、CX / 勝プロ） - 海野繁十郎
- 隠し目付参上 第24話「ザ・カラテ! 姫の肌は紅に染まったか」（1976年、MBS / 三船プロ） - 森川美濃守
- 新・座頭市 第1シリーズ 第1話「情けの忘れ雛」（1976年、CX / 勝プロ）
- 円盤戦争バンキッド 第22話「ママの魔女にご用心!」（1977年、NTV / 東宝） - 星山 / イーグラン大佐の声
- 華麗なる刑事 第4話「標的は俺だ」（1977年、CX / 東宝）
- ジャッカー電撃隊 第10話「11コレクション!! 幸福への招待」（1977年、ANB / 東映） - 赤尾弁護士
- 達磨大助事件帳 第22話「御金蔵破りの謎」（1978年、ANB / 前進座 / 国際放映） - 京極筑前守
- 新五捕物帳（NTV / ユニオン映画）
  - 第27話「愛の調べに架ける虹」（1978年） - 上州屋
  - 第147話「胸に灯す母の顔」（1981年） - 大黒屋
- 大空港（CX / 松竹）
  - 第33話「血と炎の女」（1979年） - 鴨原総業社長（組長）
  - 第54話「ザ・キラー」（1979年） - 荒木田
  - 第74話「灼熱の逆光線 娘よ殺意の河を渡れ!」（1980年） - 星田栄之介
- 柳生一族の陰謀 第30話「生きていた影武者」（1979年、KTV / 東映） - 能美佐左衛門
- 鉄道公安官 第27話「宝石泥棒はトップモデル!?」（1979年、ANB / 東映） - 大橋
- 同心部屋御用帳 江戸の旋風IV 第20話「乱菊・五段打ち」（1979年、CX / 東宝） - 脇坂兵庫
- 大都会 PARTIII 第28話「ブラックホール」（1979年、NTV / 石原プロ） - 城西署署長
- ザ・スーパーガール 第19話「裸で狼の群れと闘え」（1979年、12ch / 東映）
- そば屋梅吉捕物帳 第3話「男一匹八百八町」（1979年、12ch / 国際放映） - 神田主膳
- 江戸の牙 第7話「陰謀! 地獄の盛り場」（1979年、ANB / 三船プロ） - 荒木田
- 西部警察シリーズ（ANB / 石原プロ）
  - 西部警察
    - 第9話「ヤクザ志願」（1979年） - 木下社長
    - 第36話「燃える導火線」（1980年） - 本庁幹部
    - 第38話「遥かなる故郷」（1980年） - 佐伯（本庁）
    - 第59話「残った一発の弾丸」（1980年） - 本庁幹部
    - 第122話「リキ・絶体絶命!」（1982年） - 村上則定（警視正）

  - 西部警察 PART-III 第23話「走る炎!! 酒田大追跡 山形編」（1983年） - 島崎
- 手錠をかけろ! 第10話「アリバイを崩せ! 観光ツアー殺人 -京都-」（1979年、CX / 国際放映）
- 斬り捨て御免! 第1シリーズ 第7話「魔性の女にひそむ業」（1980年、12ch / 歌舞伎座テレビ） - 水戸中納言
- 猿飛佐助 第6話「巨大軍船の恐怖」（1980年、NTV / 国際放映） - 加藤清正
- 大捜査線 第21話「哀しみの一弾」（1980年、CX / ユニオン映画）
- 特命刑事 第5話「小さな亡命者」（1980年、NTV / 東映） - 米倉淳一郎
- 雪姫隠密道中記 第6話「法師が招く船幽霊 -防府-」（1980年、TBS / S.H.P） - 岡江祐蔵
- ザ・ハングマンシリーズ（ABC / 松竹芸能）
  - ザ・ハングマン
    - 第2話「その命五千万」（1980年） - 天野院長（天野総合病院）
    - 第22話「帰って来たドラゴン 香港カマキリ拳」（1981年） - 梶原（美術商）

  - ザ・ハングマンII 第4話「天下り役人に仏罰を」（1982年） - 中根忠雄（城都建設社長）
  - 新ハングマン 第1話「令嬢を情婦に堕した悪徳署長」（1983年） - 桜井支店長（東光信用組合）
  - ザ・ハングマン4 第3話「若い身体から内臓が奪われる!」（1984年） - 緑川健三（静風会病院理事長）
  - ザ・ハングマン6 第2話「剣山入りパイを顔面に投げろ!」（1987年） - 小杉幸次郎（元国会議員）
  - ハングマンGOGO 第6話「悪徳刑事 あぶない物語!」（1987年） - 木島洋治郎（新和党幹部）
- 赤かぶ検事奮戦記 (第1期)（1980年、ABC / 松竹） - 裁判長
  - 第1話「父は検事、娘は弁護士」 - 第3話「小糸坂の白骨」
  - 第5話「うごめく蝸牛」
- 幻之介世直し帖 第1話「闇御用はやぶさ見参」（1981年、NTV / 国際放映） - 堀田刑部
- プロハンター 第5話「サタデー・ナイト・スペシャル」（1981年、NTV / セントラル・アーツ）
- 同心暁蘭之介 第32話「別れの歌」（1982年、CX / 杉友プロ）
- 鬼平犯科帳 (萬屋錦之介) （ANB / 東宝）
  - 第2シリーズ
    - 第6話「笹屋のお熊」（1981年）
    - 第23話「金太郎そば」（1981年）

  - 第3シリーズ 第24話「むかしなじみ」（1982年） - 水越の又平
- 源九郎旅日記 葵の暴れん坊 第14話「なにわ娘の恋十手」（1982年、ANB / 東映） - 牧野備前守
- 遠山の金さん（ANB / 東映）
  - 第58話「謎の怪死事件・鏡の中の女!」（1983年） - 鶴谷禅丈
  - 第146話「愛しの悪女・唇に紅は無用!」（1985年） - 久米玄蕃
- 長七郎江戸日記 （日本テレビ / ユニオン映画）
  - 第1シリーズ
    - 第15話「通りゃんせ小太郎」（1984年）- 朽木民部
    - 第34話「佐渡に輝く星一つ」（1984年）- 小島重蔵
    - 第37話「いたずら小鳥」（1984年）- 近江屋喜助
    - 第61話「寛永御前試合、竜、立て!」（1985年）- 森主膳
    - 第82話「初姿春駒おどり」（1986年）- 富樫弾正
    - 第86話「はばたけ父子鷹」（1986年）- 黒川重兵衛
    - 第110話「寺子屋ぎらい」（1986年）- 柴田監物

  - 第2シリーズ
    - 第8話「人斬り数え唄」（1988年）- 秋津和義
    - 第30話「待ちわびて千鳥橋」（1988年）- 馬淵内記
    - 第46話「狸がくれた五千両」（1989年）- 平川泰造

  - 第3シリーズ 第25話「ふたりの女」（1991年）- 村山軍兵衛
- 連続テレビ小説 / はね駒（1986年、NHK） - 小野寺源左衛門
- 銭形平次（NTV / ユニオン映画）
  - 第2話「涙は無用・忍術父娘」（1987年） - 嶋田屋藤兵衛
  - 第36話「夫婦川、なみだ橋」（1987年）
- 若大将天下ご免! 第20話「望郷恋唄流れ武士!」（1987年、ANB / 東映） - 深見丹後
- 名奉行 遠山の金さん（ANB / 東映）
  - 第1シリーズ 第15話「般若心経殺人事件」（1988年） - 木曽屋清兵衛
  - 第3シリーズ 第16話「逆玉の輿を狙った男」（1990年） - 土屋主水正
  - 第4シリーズ 第13話「貞女が毒婦になるとき」（1992年） - 渡海屋重兵衛
  - 第5シリーズ 第22話「旗本残酷物語 いれずみ侍の涙」（1993年） - 大黒屋長五郎
  - 金さんVS女ねずみ 第16話「復讐! 絵ローソクの謎」（1998年） - 稲葉美作
- 続・三匹が斬る! 第18話「さらば三匹、今宵大江戸の露と消ゆ?!」（1989年、テレビ朝日） - 海老名
- 八百八町夢日記（NTV / ユニオン映画）
  - 第1シリーズ
    - 第9話「我が子を思いて」（1989年） - 万屋宗右衛門
    - 第23話「海が匂う客」（1990年） - 権藤対馬
    - 第33話「次郎吉に惚れた男」（1990年） - 越後屋清兵衛

  - 第2シリーズ
    - 第10話「おつや、涙の再会」（1991年） - 河内屋喜左衛門
    - 第20話「名のない女」（1992年） - 片桐七五三之助
- ドラマ10 / 詩城の旅びと（1989年、NHK） - 巽
- 男と女のミステリー / 心中の構図（1990年、CX）
- あばれ八州御用旅（テレビ東京(TX) / ユニオン映画）
  - 第1シリーズ 最終話「白頭巾危機一髪!」（1990年）- 小笠原長隆
  - 第2シリーズ 
    - 第4話「からくり峠あばれ越え」（1991年）- 江戸屋伍平
    - 第9話「隠密無残!骨箱の謎」（1991年）- 平野屋藤兵衛

  - 第3シリーズ 最終話「清水の次郎長を叩っ斬れ!」（1992年）- 西浦出雲
  - 第4シリーズ 第6話「鬼の首の弥藤次」（1994年）- 星野大膳
- 人形佐七捕物帳 佐七一番手柄（1990年9月25日、ユニオン映画・テレビ東京） - 鷹巣重蔵
- 月影兵庫あばれ旅 第2シリーズ 第10話「女講釈師 見てきたような大捕物」（1990年、TX / 松竹） - 伊勢屋伝兵衛
- 将軍家光忍び旅 （ANB / 東映）
  - 第1シリーズ 第10話「陰謀渦巻く駿府城家光を狙う死の釣天井」（1990-91年） - 森山弾正
  - 第2シリーズ 第2話「近江路、直訴状の女」（1992年） - 伴勘右衛門
- 半七捕物帳 第12話「艶姿 隼小僧参上」（1993年、NTV / ユニオン映画） - 片山主膳
- 闇を斬る!大江戸犯科帳 第12話「鬼の棲む島夢の島」（1993年、NTV / ユニオン映画） - 溝口出羽守
- 殿さま風来坊隠れ旅 第17話「わがままナマイキ松平定信」（1994年、ANB / 東映） - 柳田主膳
- 江戸の用心棒II 第5話「当世殺しの人事」（1995年、NTV / ユニオン映画） - 島尾播磨守
- ドラマ愛の詩 / ズッコケ三人組 第11話「ズッコケ山賊修行中・前編・大誘拐」、第12話「ズッコケ山賊修行中・後編・大脱走」（1999年、ETV） - オオミミ
- 土曜ワイド劇場 / はみだし弁護士・巽志郎 第7作「運命の再会」（2003年、ABC / 東阪企画） - 本郷啓介

常連ゲスト作品
- ナショナル劇場（TBS）
  - 水戸黄門（C.A.L）※外伝を含め計38回出演
    - 第1部 第8話「まぼろしの剣 -浜松-」（1969年9月22日） - 田川織部
    - 第2部 第13話「仇討角兵衛獅子 -新庄-」（1970年12月21日） - 森山源九郎
    - 第3部 第27話「夕映えの対決 -宮崎-」（1972年5月29日） - 伝九郎
    - 第12部
      - 第15話「娘意気地の生一本 -柳井-」 （1981年12月7日）- 峰山幸太夫
      - 第18話「天下一品喧嘩そうめん -龍野-」（1981年12月28日） - 山脇景之進

    - 第13部 第5話「ドジな息子の泥棒修業 -清水-」（1982年11月15日） - 白井玄太夫
    - 第14部
      - 第5話「三年味噌に賭けた意地 -仙台-」（1983年11月28日） - 河瀬源太夫
      - 第10話「初春格さん仇討ち相撲 -青森-」（1984年1月2日） - 亀岡三左衛門
      - 第25話「酒に溺れた黄金の腕 -金沢-」（1984年4月16日） - 浦野民部

    - 第15部
      - 第5話「闇を斬る! 怪傑白頭巾 -宇和島-」（1985年2月25日） - 小田島外記
      - 第25話「友を救った男の真実 -小浜-」（1985年7月15日） - 大垣重太夫
      - 第31話「瞼の父は用心棒 -諏訪-」（1985年8月26日） - 有川左門

    - 第16部
      - 第8話「仇討ち焼蛤幽霊旅籠 -桑名-」（1986年6月16日） - 室山余太夫
      - 第28話「娘を救った偽黄門 -弘前-」（1986年11月3日） - 川辺市蔵
      - 第36話「めざす敵は瓜二つ -白河-」（1986年12月29日） - 早瀬右京

    - 第17部（1987年）
      - 第5話「男十手の木曽節仁義 -妻籠-」（1987年9月28日） - 村上軍太夫
      - 第14話「馬が蹴散らす悪企み -琴平-」（1987年11月30日） - 佐田村典膳

    - 第18部
      - 第2話「御老公爆殺指令! -佐倉-」（1988年9月19日） - 西尾万之助
      - 第28話「印籠盗んだ女掏摸 -清水-」（1989年3月27日） - 大坪勘解由

    - 第19部
      - 第5話「謎の剣士! 烏天狗 -中村-」（1989年10月23日） - 田島伝蔵
      - 第23話「謎の用心棒 -飯山-」（1990年3月5日） - 角屋勘左衛門

    - 第20部
      - 第3話「情けが仇のとろろ汁 -駿府-」（1990年11月5日） - 松永将監
      - 第21話「奸計暴いた娘の忠義 -人吉-」（1991年4月1日） - 猪塚又十郎
      - 第32話「誘拐された御老公 -福井-」（1991年6月17日） - 陣馬唐九郎
      - 第47話「嘘を承知の偽黄門 -日光-」（1991年9月30日） - 脇坂豊後

    - 第21部
      - 第8話「河豚に当った黄門様 -長府-」（1992年5月25日） - 大槻右京
      - 第28話「黄門一家は用心棒 -諏訪-」（1992年10月12日） - 窪島右京

    - 第22部 第11話「河弟思いのあほんだら兄貴 -大坂-」（1993年7月26日） - 安藤軍造
    - 第23部
      - 第16話「八兵衛夢見た若旦那 -宮津-」（1994年11月21日） - 蓮室軍兵ヱ
      - 第36話「迷子になった黄門様 -岐阜-」（1995年4月17日） - 岩瀬刑部

    - 第24部
      - 第5話「母と名乗れぬ女の涙 -桑名-」（1995年10月16日） - 臼倉軍太夫
      - 第18話「銘酒の里の悪退治 -柳井-」（1996年1月22日） - 青柳主膳
      - 第34話「御用金送りは悪の罠 -福島-」（1996年5月20日） - 荒谷屋伍左衛門

    - 第25部 第12話「夢を咲かせた大谷焼 -鳴門-」（1997年3月10日） - 万田武太夫
    - 第26部 第14話「僕のじい様は黄門様 -宇土-」（1998年5月18日） - 江口藤左衛門
    - 第27部 第30話「旅の終わりの危機一髪 -江戸-」（1999年10月18日） - 奈良井主膳
    - 第28部 第30話「あばずれ娘と瀬戸の花嫁 -宮島-」（2000年10月23日） - 浦路九兵衛

  - 大岡越前（C.A.L）
    - 第1部
      - 第22話「黒い罠」（1970年8月10日） - 六兵衛
      - 第27話「天一坊事件（前篇）」（1970年9月14日）、第28話「天一坊事件（後編）」（1970年9月21日） - 藤井左京

    - 第2部 第2話「悪の決算」（1971年5月24日） - 御家貞
    - 第6部 第27話「殺生禁断!鯉の罠」（1982年9月6日） - 村瀬金十郎
    - 第8部 第1話「大岡越前」（1984年7月16日） - 倉橋佐太夫
    - 第9部 第17話「謎の女賊は恩人の娘」（1986年2月17日） - 倉沢主膳
    - 第13部 第17話「舅も認めた婿手柄」（1993年3月8日） - 美濃田帯刀

  - 翔んでる!平賀源内 第8話「湯けむり幽霊騒動」（1989年6月26日、C.A.L） - 樺島郡太夫
  - 水戸黄門外伝 かげろう忍法帖 第6話「百花繚乱夢芝居 -大聖寺-」（1995年6月26日、C.A.L） - 田島帯刀
- 桃太郎侍（NTV / 東映）
  - 第34話「儚い恋の花いちもんめ」（1977年） - 本田帯刀
  - 第53話「じゃじゃ馬剣法」（1977年） - 岸田孫九郎
  - 第163話「甘い餌には罠がある」（1979年） - 井上監物
  - 第184話「いかさま武士道」（1980年） - 豊田兵庫
  - 第213話「仁兵衛の天中殺」（1980年） - 田山丹後
  - 第236話「世間知らずの若殿作家」（1981年） - 西海屋伊兵衛
- 暴れん坊将軍（ANB / 東映）
  - 吉宗評判記 暴れん坊将軍
    - 第67話「大岡越前守自決す!」（1979年） - 阿部但馬守
    - 第94話「初春や昼行燈も浮かれ出し」（1980年） - 須藤勘解由
    - 第112話「誇り高きカモ侍」（1980年） - 黒田右近
    - 第136話「火の山に賭けた女」（1980年） - 藤井兵庫
    - 第154話「棺桶の中に咲いた恋」（1981年） - 森川内膳正
    - 第169話「天晴れ! 腹ぺこ一番槍」（1981年） - 母里出雲守
    - 第199話「最後に微笑った悪い奴」（1982年） - 堀田甲斐

  - 暴れん坊将軍II
    - 第15話「盗っ人新さん 御金蔵破り!」（1983年） - 牧野主水正
    - 第36話「危機一髪! 皆殺し砦」（1983年） - 久世山城守
    - 第54話「恐れ多くも婿殿は上様!」（1984年） - 松浦玄蕃頭
    - 第72話「座布団の雨 上様初舞台!」（1984年） - 大葉典膳
    - 第101話「吉宗 越前 白洲の対決!」（1985年） - 土屋主水
    - 第119話「吉宗がまさか! 結婚詐欺!?」（1985年） - 青山玄蕃頭
    - 第146話「ちゃんを返して、将軍様!」（1986年） - 安藤豊後守
    - 第180話「怨みを染めたつのかくし!」（1986年） - 安西伊予守

  - 暴れん坊将軍III
    - 第10話「逆転! 必死の王手飛車取り」（1988年） - 塚原主膳
    - 第49話「おいらの父は日本一!」（1989年） - 川上頼母
    - 第65話「ご用心! 新さんに愛人疑惑!?」（1989年） - 酒井義勝
    - 第75話「痛快! 天下を正す目安箱」（1989年） - 川添屋浩兵衛
    - 第98話「幼きいのち なみだ旅!」（1990年） - 安東刑部
    - 第126話「密命! 江戸城を砲撃せよ!!」（1990年） - 五味左馬之助

  - 暴れん坊将軍IV
    - 第2話「いざ成敗!天下を狙う大泥棒」（1991年） - 根岸右京太夫
    - 第20話「愛しき炎の剣!」（1991年） - 大庭監物
    - 第45話「春一番! 天狗の子がやって来た」（1992年） - 大賀出雲守
    - 第69話「陰謀あばいた饅頭姫!」（1992年） - 原口大和守

  - 暴れん坊将軍V（1993年 - 1994年）
    - 第8話「母の願いは人斬り稼業!?」（1993年） - 磯部刑部
    - 第26話「刃傷!慕情消えやらず」（1993年） - 建部半太夫
    - 第42話「木枯らしも泣く迷子石」（1994年） - 松永主馬

  - 暴れん坊将軍VI 第12話「人情落語長屋」（1995年） - 久保寺上総介